# Séries de divisions de la Ligue américaine de baseball

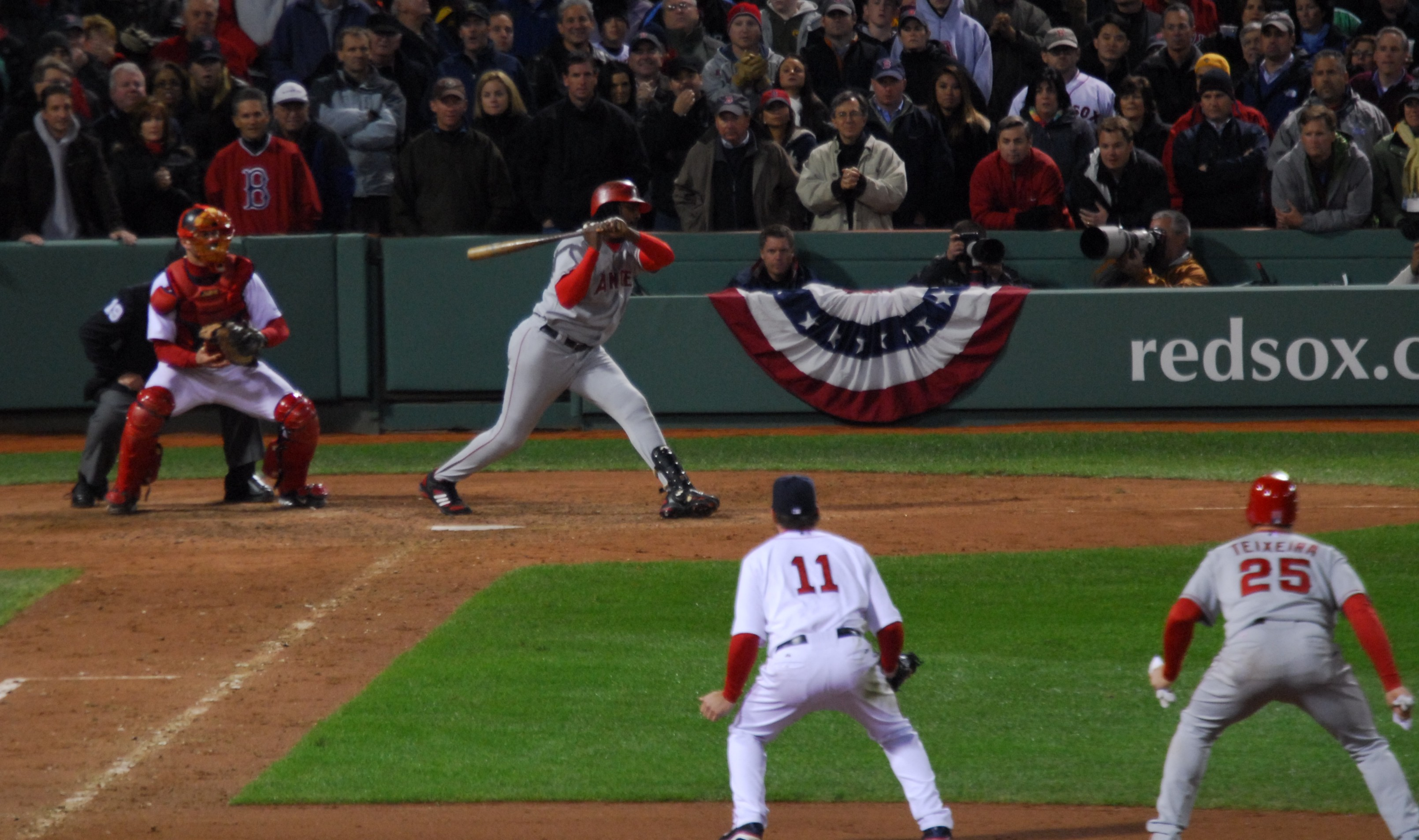
Vladimir Guerrero, des Angels, au bâton contre les Red Sox pendant les Séries de divisions 2008 au Fenway Park de Boston.

Les Séries de divisions de la Ligue américaine de baseball sont disputées annuellement en octobre dans la Ligue américaine de baseball. 
Il s'agit du premier des trois tours éliminatoires des Ligues majeures de baseball. Les vainqueurs s'affrontent en Série de championnat de la Ligue américaine, servant à déterminer le champion de la ligue et son représentant dans la grande finale du baseball majeur, la Série mondiale.
Les Séries de divisions telles qu'on les connaît actuellement sont présentées depuis la saison 1995, sous la forme de deux affrontements de type « trois de cinq », la première équipe à remporter trois victoires accédant au tour éliminatoire suivant.
En anglais, elles sont appelées American League Division Series, et on y réfère souvent par l'acronyme ALDS.

## Séries de divisions en 1981
En 1981, la saison régulière des ligues majeures de baseball fut interrompue pendant 50 jours par une grève des joueurs. Lors du retour au jeu, la ligue décida d'utiliser une formule peu conventionnelle pour cette saison seulement. Elle détermina que les équipes se trouvant en tête de leurs divisions au moment de l'arrêt de jeu seraient nommées championnes de la première moitié de saison, et accéderaient automatiquement aux séries éliminatoires. Les matchs restant au calendrier régulier serviraient à déterminer le classement des équipes pour la seconde moitié, qui couronnerait à son tour des champions dans les divisions Est et Ouest. Le baseball majeur avait prévu de permettre à un wild card (meilleur deuxième) de passer en séries si le champion d'une division s'avérait être le même lors des deux moitiés de la saison, mais cette éventualité ne se concrétisa pas.
Cet arrangement ne fit pas l'unanimité, et les détracteurs pointèrent le fait que les Reds de Cincinnati, auteur du meilleur dossier des majeures (66-42) cette saison-là, ratèrent malgré tout leur qualification en terminant deuxièmes dans chacune des deux moitiés du calendrier.
Les Séries de divisions de 1981 dans les ligues Nationale et Américaine furent présentées à titre exceptionnel. Dans les Séries de divisions de la Ligue américaine de 1981, les A's d'Oakland balayèrent les Royals de Kansas City en trois rencontres et les Yankees de New York triomphèrent des Brewers de Milwaukee en cinq parties.
Dès 1982 les ligues majeures retournèrent aux saisons régulières de 162 parties et à la formule régulière d'un seul tour éliminatoire avant la Série mondiale.

## Séries de divisions depuis 1995
Les Séries de divisions telles qu'on les connaît maintenant furent instaurées pour la saison 1994 et coïncidèrent avec le réarrangement des divisions du baseball majeur, alors que les 28 équipes de l'époque furent redistribuées entre 6 sections, plutôt que 4, et qu'il fut permis à 8 équipes au lieu de 4 de participer aux éliminatoires. 
Cependant, en raison d'une nouvelle grève des joueurs qui mena cette fois à l'annulation de la fin de la saison 1994 et des éliminatoires, cette nouvelle formule de séries à trois rondes ne fut présenté pour la première fois qu'en 1995. C'est donc cette année-là que les Séries de divisions telles qu'on les connaît actuellement furent présentées pour la première fois.

### Déterminer les adversaires
À l'issue de la saison régulière de la Ligue américaine, les champions des divisions Est, Centrale et Ouest sont qualifiées pour les éliminatoires. La quatrième équipe qualifiée l'est à titre de meilleur deuxième, ou wild card.
De 1998 à 2011, le club ayant conservé le meilleur dossier victoires-défaites affrontera en Série de divisions la formation qualifiée comme meilleure deuxième. Si ces deux clubs évoluent dans la même division, le duel opposera plutôt le champion de section ayant remis la meilleure fiche à celui possédant la moins bonne. En vertu de cette règle, deux clubs de la même division ne pouvaient jamais s'affronter au premier tour éliminatoire. 
De 1995 à 1998, les affrontements étaient déterminés par les dossiers victoires-défaites en saison et il était possible que deux équipes d'une même division soient opposés en première ronde.
À partir de la saison 2012, l'équipe qualifiée comme meilleur deuxième affronte le champion de section, peu importe si ces deux équipes sont dans la même division. Les gagnants des deux séries de division avancent à la série de championnat dans un affrontement de type « quatre de sept ». L'avantage de jouer à domicile va à l'équipe avec la meilleure fiche en saison (ou les résultats en face à face en cas d'égalité), sauf pour l'équipe qualifié comme meilleure deuxième, qui ne reçoit jamais l'avantage de jouer à domicile.

### Choix de l'horaire des matchs
De manière à étaler les parties des séries de division pour les diffuseurs, les deux séries de la ligue américaine suivent un modèle de journées de repos parmi deux choix. À partir de 2007, après consultation avec l'association des joueurs, la ligue majeure de baseball donne un léger avantage à l'équipe avec la meilleure fiche de la ligue qui gagne le match des étoiles. Cette équipe choisit le format de l'horaire entre un horaire à 7 jours (1-2-congé-3-4-congé-5) ou à 8 jours (1-congé-2-congé-3-4-congé-5). L'équipe ne choisit que le format d'horaire. L'adversaire et l'avantage du domicile est déterminé par les fiches de saison des équipes.
Initialement, la série de type « trois de cinq » était jouée dans un format 2-3, avec les deux premières parties à domicile pour l'équipe avec la moins bonne fiche, et les trois dernières à domicile pour l'équipe avec la meilleure fiche. Depuis 1998, les séries de division ont adopté un format 2-2-1, dans lequel les deux premières parties sont jouées au domicile de l'équipe la mieux classée, de même que la cinquième partie (si nécessaire). Quand la ligue majeure a ajouté une deuxième équipe qualifiée comme meilleure deuxième en 2012, les séries de division ont adopté le format 2-3. En 2013, le format est redevenu 2-2-1.

### Adversaires fréquents
Les Red Sox de Boston et les Angels de Los Angeles d'Anaheim se sont affrontés à quatre reprises en Séries de divisions. Les Red Sox ont remporté balayés 3-0 les deux premiers affrontements en 2004 et 2007 avant de remporter le troisième par 3-1 en 2008. Les Angels ont finalement réussi à éliminer les Red Sox en trois matchs de suite en 2009.
Les Indians de Cleveland ont affronté les Red Sox de Boston lors des Séries de divisions de 1995, 1998, 1999 et 2016, chaque série sauf celle de 1999 étant à l'avantage de Cleveland.
Les Yankees de New York se sont mesurés aux Twins du Minnesota en quatre occasions, les Yankees remportant les quatre séries tout en ne concédant que deux matchs sur 14 à leurs adversaires.
Enfin, les Yankees ont joué trois fois en première ronde contre les Rangers du Texas. Après avoir gagné trois victoires à une en 1996, New York l'a emporté 3-0 en 1998 et 1999. Ce n'est qu'en 2010 que Texas a pris une revanche en éliminant les Yankees au deuxième tour éliminatoire dans une Série de championnat.

## Résultats
| Année | Équipes gagnantes                          | Score   | Équipes perdantes                          |
| ----- | ------------------------------------------ | ------- | ------------------------------------------ |
| 1981  | Athletics d'Oakland Yankees de New York    | 3-0 3-2 | Royals de Kansas City Brewers de Milwaukee |
| 1995  | Indians de Cleveland Mariners de Seattle   | 3-0 3-2 | Red Sox de Boston Yankees de New York      |
| 1996  | Orioles de Baltimore Yankees de New York   | 3-1     | Indians de Cleveland Rangers du Texas      |
| 1997  | Indians de Cleveland Orioles de Baltimore  | 3-2 3-1 | Yankees de New York Mariners de Seattle    |
| 1998  | Indians de Cleveland Yankees de New York   | 3-1 3-0 | Red Sox de Boston Rangers du Texas         |
| 1999  | Red Sox de Boston Yankees de New York      | 3-2 3-0 | Indians de Cleveland Rangers du Texas      |
| 2000  | Yankees de New York Mariners de Seattle    | 3-2 3-0 | Athletics d'Oakland White Sox de Chicago   |
| 2001  | Mariners de Seattle Yankees de New York    | 3-2     | Indians de Cleveland Athletics d'Oakland   |
| 2002  | Angels d'Anaheim Twins du Minnesota        | 3-1 3-2 | Yankees de New York Athletics d'Oakland    |
| 2003  | Yankees de New York Red Sox de Boston      | 3-1 3-2 | Twins du Minnesota Athletics d'Oakland     |
| 2004  | Red Sox de Boston Yankees de New York      | 3-0 3-1 | Angels d'Anaheim Twins du Minnesota        |
| 2005  | White Sox de Chicago Angels de Los Angeles | 3-0 3-2 | Red Sox de Boston Yankees de New York      |
| 2006  | Tigers de Détroit Athletics d'Oakland      | 3-1 3-0 | Yankees de New York Twins du Minnesota     |
| 2007  | Red Sox de Boston Indians de Cleveland     | 3-0 3-1 | Angels de Los Angeles Yankees de New York  |
| 2008  | Red Sox de Boston Rays de Tampa Bay        | 3-1     | Angels de Los Angeles White Sox de Chicago |
| 2009  | Yankees de New York Angels de Los Angeles  | 3-0     | Twins du Minnesota Red Sox de Boston       |
| 2010  | Rangers du Texas Yankees de New York       | 3-2 3-0 | Rays de Tampa Bay Twins du Minnesota       |
| 2011  | Tigers de Détroit Rangers du Texas         | 3-2 3-1 | Yankees de New York Rays de Tampa Bay      |
| 2012  | Yankees de New York Tigers de Détroit      | 3-2     | Orioles de Baltimore Athletics d'Oakland   |
| 2013  | Red Sox de Boston Tigers de Détroit        | 3-1 3-2 | Rays de Tampa Bay Athletics d'Oakland      |
| 2014  | Orioles de Baltimore Royals de Kansas City | 3-0     | Tigers de Détroit Angels de Los Angeles    |
| 2015  | Royals de Kansas City Blue Jays de Toronto | 3-2     | Astros de Houston Rangers du Texas         |
| 2016  | Blue Jays de Toronto Indians de Cleveland  | 3-0     | Rangers du Texas Red Sox de Boston         |
| 2017  | Yankees de New York Astros de Houston      | 3-2 3-1 | Indians de Cleveland Red Sox de Boston     |